# Ахмед Дуйэдар
Ахмед Дуйэдар (араб. أحمد دويدار‎, рожд. 29 октября 1987, Эль-Гиза, Египет) — египетский футболист, защитник клуба «Исмаили» и национальной сборной Египта.

## Клубная карьера
Во взрослом футболе дебютировал в 2008 году выступлениями за команду клуба «Иттихад Аль Шурта», в которой провел девять сезонов, приняв участие в 119 матчах чемпионата. Был основным игроком защиты в команде «Иттихад Аль Шурта».
В 2013 году на правах аренды выступал за кувейтский клуб «Казма».
К составу клуба «Замалек» присоединился в 2014 году, в котором играл до 2017 года. В 2017 году перешёл в александрийский клуб «Смуха».

## Выступления за сборную
В 2010 году дебютировал в официальных матчах в составе национальной сборной Египта. В составе сборной был участником Кубка африканских наций 2017 года в Габоне .

## Достижения
Командные
Замалек
- Чемпион Египта: 2014/15
- Двукратный обладатель Кубка Египта: 2015, 2016

Международные
 Египет
- Кубок африканских наций — 2017